# Felix le Breux
Felix le Breux (5. dubna 1918 Plzeň – 4. února 1974 Praha) byl český herec, člen Městských divadel pražských, filmový herec a rozhlasový vypravěč. Jednalo se především o divadelního herce. Ve filmu byl angažován většinou pouze do vedlejších rolí, zejména mužů pocházejících ze střední třídy. V rozhlase propůjčoval svůj hlas především v dramatických inscenacích.

## Život
Narodil se 5. dubna 1918 v Plzni. Otcem byl Felix st. (nar. 8.12. 1879 v Železné Rudě na tamním nádraží – jeho otec Rudolf (děd Felixe) tam byl drážním úředníkem). Otec Felixe le Breux pracoval jako šéfkuchař v hotelu Volpich v Terstu. Později ve 30. letech 20. století pracoval jako šéfkuchař v Grand Hotelu Snitke v Plzni. Matka Felixe le Breux byla Marie, rozená Rubriciusová, dcera Karla Rubriciusa, obuvníka v Plzni. Vystudoval konzervatoř v Plzni a na začátku druhé světové války začal hrát divadlo. Mimo aktivní divadelní a filmový život pěstoval v soukromí také mnoho aktivit. Byl vášnivým rybářem a kutilem. Byl několikrát ženatý. S první ženou, herečkou Libuší Sobotovou – kolegyní z Plzně, se kterou měl dceru Kristinu, se rozvedl koncem války. Druhé manželství, rovněž s herečkou Alenou Kreuzmannovou skončilo rozlukou koncem padesátých let. Zbytek svého života strávil se svojí třetí ženou Ludmilou. Ludmila le Breux byla lékařka (specializací dětský hrudní chirurg). Zemřel ve věku 55 let 4. února 1974 v Praze.

## Profesní kariéra
Již v době studií se aktivně podílel na založení divadelního souboru „Studentský avantgardní kolektiv“, navazující na výdobytky pražské divadelní avantgardy, zejména Osvobozené divadlo. Na konzervatoři byl svěřencem Jiřího Plachého. Ten jej naučil dokonalosti jevištního projevu a slova, což později zúročil zejména v práci pro rozhlas. Divadlo si Felix le Breux postavil na první místo před rozhlas a televizi a film (přesně v tomto pořadí).
Jeho divadelní kariéra začala v divadle E. F. Buriana. Nakrátko působil v Divadle ABC. Plně však zúročil svou hereckou všestrannost až na prknech Městských divadel pražských (1962–1974), kde také brzy zaujal vedoucí herecké postavení. Jeho charisma ho předurčilo k rolím mužů „velkého světa“. Ve filmu se mu mnoho prostoru k velkým rolím nedostalo. Navzdory faktu, že účinkoval v mnoha filmech, ztvárňoval především muže střední třídy, právníky, lékaře, úředníky. Hlavní roli si zahrál ve filmu pouze jednou (Poslední růže od Casanovy z roku 1966), ale dokázal tím, že je schopen velkého hereckého výkonu nejen v divadle, ale i na stříbrném plátně.
Neméně významná byla také jeho spolupráce s Československým rozhlasem, kdy propůjčil svůj hlas mnoha postavám české i světové literatury, zpracované pro rozhlasové posluchače. V roce 1967 byl jmenován zasloužilým umělcem.

## Šlechtičtí předci
Prapraděd Felixe le Breux byl důstojník pěšího pluku číslo 35 Ferdinand (nar. 1778, v Bruselu, dnes Belgie) a oženil se s Josefou, rozenou Volfingárovou z Ploskovic a Volfspachu (Wolfinger von Wolfsbach und Ploskowitz). Otec nevěsty byl Leopold Wolfinger von Wolfsbach und Ploskowitz, matka Barbora von Braunsdorf. Jeho druhou manželkou po ovdovění byla Anna, sestra Josefy.  Rod Wolfinger von Wolfsbach und Ploskowitz byl původně český regionální erbovní a rytířský rod. Získal erb roku 1534 a poslední mužský potomek umírá roku 1824.

## Role ve filmu, v televizi, v dabingu a v rozhlase

### 40. léta
- 1942 OkouzlenáOkouzlená – role: host na zásnubním večírku
- 1947 Jan Roháč z Dubé – role: Víšek Raczyński z Raczyna
- 1947 Siréna – role: ředitel hutí Pásek
- 1947 Alena – role: komoří
- 1947 Čapkovy povídky – role: advokát
- 1947 Podobizna – role: Marcel
- 1947 Až se vrátíš – role: Brychta
- 1948 Červená ještěrka – role: notář
- 1948 O malých pro velké (krátkometrážní film) – role: otec
- 1949 Rodinné trampoty oficiála Tříšky – role: Veleba
- 1949 Revoluční rok 1848 – role: Portheim
- 1949 Pan Habětín odchází – role: dr. Rýpl
- 1949 PětistovkaPětistovka – role: Ing. Rokos
- 1949 Pan Novák – role: lékař v pojišťovně
- 1949 Pytlákova schovanka – role: Kirken

### 50. léta
- Posel úsvitu (1950) – role: správce Wimmer
- Temno (1950) – role: Jan Josef z Vrtby
- Přiznání (1950) – role: JUDr. Lorenc
- Zocelení (1950) – role: ředitel huťařské ústředny
- Malý partyzán (1950) – role: dr. Ruml
- Mikoláš Aleš (1951) – role: Pinkas
- Císařův pekař – Pekařův císař (1951) – role: člen delegace
- DS-70 nevyjíždí (1951) – role: Ing. Denkr
- Anna proletářka (1952) – role: Šámal
- Únos (1952) – role: Douglas
- Kavárna na hlavní třídě (1953) – role: Jankovec
- Nejšťastnější člověk na světě (1953) (FAMU) (krátký) – role: šéf Craft
- Jan Hus (1954) – role: purkmistr Kostnice
- Nejlepší člověk (1954) – role: stavitel Kopr
- Rudá záře nad Kladnem (1955) – role: redaktor Němec
- Z mého života (1955) – role: Maýr
- Psohlavci (1955) – role: plukovník Stambach
- Budeme připraveni (1955) (krátký) – role: úředník Makovec
- Láska ve třech podobách (1955) (FAMU) (krátký) – role: rytíř Jakub Vlk ze Sedla/továrník/profesor
- Něco se tu změnilo (1955) (krátký) – role: lékař
- Dobrý voják Švejk  (1956) – role: policejní rada
- Robinsonka (1956) – role: Borův zákazník
- Hra o život (1956) – role: Alois Barvík
- Vlčí jáma (1957) – role: prezident Vačkář
- Štěňata (1957) (FAMU) – role: recepční v Alcronu
- Snadný život (1957) – role: dr. Landa
- Proti všem (1957) – role: staroměstský purkmistr
- Případ ještě nekončí (1957) – role: ředitel
- O věcech nadpřirozených (1958) – role: Glorie – prokurista
- Zde jsou lvi (1958) – role: Kaláb
- Ruka ruku neumyje (1958) (krátký) – role: vedoucí úředník
- Letiště nepřijímá (1959) – role: stavitel Solar
- Taková láska (1959) – role: tenor
- První a poslední (1959) – role: lékař

### 60. léta
- 1961 Jarní povětří – role: dr. Benda
- 1961 Hledá se táta – role: primář kojeneckého ústavu
- 1966 Poslední růže od Casanovy – role: Giacomo Casanova
- 1968 Niet inej cesty – role: policejní šéf

### Televize
- 1963 Dařbuján a Pandrhola (TV pohádka) – role: stárek Pandrhola
- 1965 Dva šlechtici z Verony (TV inscenace) – role: Milánský vévoda
- 1965 Modlitba pro Kateřinu Horovitzovou (TV film) – role: Valter Taubenstock
- 1970 Mata Hari (TV film) – role: advokát Pepe Cuvier
- 1970 Lidé na křižovatce (TV film)
- 1970 Alexand Dumas starší (TV seriál)
- 1971 Rozsudek (TV seriál)
- 1971 Návrat pana Ryšánka (TV zpracování povídky Jana Nerudy z Povídek malostranských) – role: štábní
- 1973 Hvězda první velikosti (TV film)

### Dabing
- Pevnost na Rýně (1962) – role: generál Attwood
- Pět miliónů svědků (1965) – role: Faltys
- Dýmky (1966) – role: Dýmka lordova – lord Edward

### Rozhlas
- Za život radostný (1950)
- Přehlídka (1951)
- Bojující Korea (1952) – role: komentář
- Afrika I., II. (1953) – role: úvodní část
- Vynález zkázy (1958), Jules Verne – role: primářův hlas
- Lev Nikolajevič Tolstoj: Plody vzdělanosti 1962, Československý rozhlas, role: profesor, připravil: Sergej Machonin, režie: Jiří Roll.
- Alexandre Dumas:Hrabě Monte Cristo (1967), Československý rozhlas,  dramatizace: Jiří Zdeněk Novák, režie: Jaroslav Berger; role: kněz
- Molière: Lakomec (1973), Československý rozhlas, překlad: E. A. Saudek, pro rozhlas upravil: Dalibor Chalupa, osoby a obsazení: Harpagon (Stanislav Neumann), Kleant, jeho syn (Vladimír Brabec), Eliška, jeho dcera (Jana Drbohlavová), Valér (Josef Zíma), Mariana, jeho sestra (Eva Klepáčová), Anselm, jejich otec (Felix le Breux), Frosina, dohazovačka (Stella Zázvorková), kmotr Jakub, kočí a kuchař Harpagona (Josef Beyvl), kmotr Šimon, zprostředkovatel (Miloš Zavřel), Čipera, Kleantův sluha (Jaroslav Kepka), Propilvoves (Oldřich Dědek), Treska (Jiří Koutný), policejní komisař (Eduard Dubský) a hlášení a odhlášení (Hana Brothánková), dramaturgie: Jaroslava Strejčková, hudba: Vladimír Truc, režie: Jiří Roll[3]